# 녹농균
녹농균(綠膿菌, Pseudomonas aeruginosa, P. aeruginosa)은 자연환경에서 쉽게 발견되는 호기성 그람 음성세균으로 간균에 속하며 아포(spore)를 형성하지 않는다. 추가적인 과정을 넣지 않아도 기본적인 항생제에 대한 저항성을 가지고 있기 때문에 생리의학적 연구로 많이 사용된다.
녹농균은 식물이나 동물, 사람을 감염시킬 수 있다. 이 균에게 감염되면 건강한 사람은 큰 해를 입지 않지만 낭포성 섬유증(cystic fibrosis) 환자나 면역력이 저하된 사람에게 매우 심각한 감염을 일으킬 수 있다.
녹농균은 최저 영양 조건에서도 성장이 가능하기 때문에 성장 범위가 매우 넓다. 특히 병원 내의 습한 환경, 기구들과 심지어 소독용 용액 등에도 존재하기에 상시로 주의가 필요한 균 중 하나이다.
녹농균은 ESKAPE과 협막을 가진 세균에 속한다.

## 독성
녹농균은 다양한 독력인자를 가지고 숙주세포의 감염을 일으키는데, 대표적으로 엘라스테이스를 들 수 있다. 엘라세트이스에는 세린 단백질분해효소인 LasA와 아연 금속단백분해효소인 LasB가 있는데 이 효소가 인체의 폐 조직과 인대를 구성하고 있는 엘라스틴을 분해하여 elastin 함유 조직을 손상시킬 수 있다. 녹농균이 생산하는 또 다른 독력인자로는 인지질분해효소 C(PLC)를 들 수 있는데, 이는 세포막의 인산기를 유리하여 세포막을 분해하는 역할을 한다.
또한 alginate라는 다당류를 분비해 점액질의 캡슐을 만드는데, 이 캡슐에 의해 둘러싸인 세균은 항생제나 숙주의 면역세포 공격으로부터 보호를 받아 만성적인 감염을 일으킬 수 있다.
피오시아닌 색소도 독력인자로 독성을 가지는 물질이다. 녹농균은 피오시아닌을 분비하여 주변의 미생물을 죽이고 주변 영역을 독점하며 포유류를 감염시킬 경우 폐 세포를 죽이고 낭성 섬유증을 일으킨다. 피오시아닌은 세포막을 자유로이 통과할 수 있기 때문에 세포 내에 침투한 후엔 전자전달계나 막 전달계, 세포 성장에 관련된 다양한 세포회로에 영향을 주고 방해한다. 피오시아닌은 화농증에서 볼 수 있는 녹색농의 원인이 되며, 이러한 독성은 심내막염, 폐렴, 수막염 등 여러 가지 사람의 질환의 원인이 된다.

## 특성
슈도모나스 속의 유일한 병원성 균종이다.
환경분야에서 탄화수소를 분해하는 능력이 있어 해상 기름유출사고가 벌어졌을 때 타르볼을 제거하는 미생물제 용도로도 사용되고 있다.
녹농균의 경우 호기성 세균이기 때문에 발효를 할 수 없지만 질산염이 있는 경우에는 산소 없이도 성장이 가능하다. 또한 균 집락은 점액질의 세포외다당류 피막을 만들기 때문에 주로 미생물막의 형태로 감염을 일으킨다.
NAC 배지를 통해 선택분리된다.

## 같이 보기
- 슈도모나스
- 호기성 생물
- 그람 음성균
- NAC 배지
- 객관적 구조화된 임상 시험